# Varaslampi
Varaslampi är en sjö i kommunen Mäntyharju i landskapet Södra Savolax i Finland. Arean är 34 hektar och strandlinjen är 3,33 kilometer lång. Sjön  ingår i Kymmene älvs huvudavrinningsområde.   Den ligger omkring 46 kilometer sydväst om S:t Michel och omkring 160 kilometer nordöst om Helsingfors. 
Öster om Varaslampi ligger Tarhavesi. 